# Campeonato Grego de Futebol
O Campeonato Grego de Futebol é o principal torneio de futebol da Grécia. É gerenciada pela Associação de Futebol da Grécia. Atualmente é dividida em sete divisões principais, assim nomeadas, exceto a primeira que é chamada de Super Liga Grega (grego: Σούπερ Λίγκα).
Apenas seis clubes conquistaram o título: Olympiacos, Panathinaikos, AEK, PAOK, Aris e Larissa. Com 48 títulos, o Olympiacos Pireu é o maior vencedor da competição.

## História
De 1928 a 1959, a liga máxima da Grécia era chamada de Panhellenic e o campeão era decidido depois de confrontos entre os campeões de ligas regionais por todo o país. A partir de 1960, o certame passou a adotar o formato atual, de pontos corridos, e era denominado de Alpha Ethniki até 2006, quando passou a se chamar Super Liga Grega. Nos últimos 20 anos o Olympiacos ganhou 15 campeonatos.
Nas temporadas 1928–29 e 1934–35, o campeonato teve que ser paralisado pela crise financeira que esteve passando. Já de 1940 até 1945 o torneio não aconteceu por conta da Segunda Guerra Mundial. Em 1949–50 e 1951–52 também não foi realizado, porque a Grécia ainda estava se recuperando da Guerra Civil Grega (que aconteceu de 1946 até 1949).

## Lista de campeões e vices

### Campeonato Panhellenic
| Temporada | Campeão               | Vice             |
| --------- | --------------------- | ---------------- |
| 1927–28   | Aris (1)              | Ethnikos Pireu   |
| 1929–30   | Panathinaikos (1)     | Aris             |
| 1930–31   | Olympiacos Pireu (1)  | Panathinaikos    |
| 1931–32   | Aris (2)              | Panathinaikos    |
| 1932–33   | Olympiacos Pireu (2)  | Aris             |
| 1933–34   | Olympiacos Pireu (3)  | Iraklis          |
| 1935–36   | Olympiacos Pireu (4)  | Panathinaikos    |
| 1936–37   | Olympiacos Pireu (5)  | PAOK             |
| 1937–38   | Olympiacos Pireu (6)  | Apollon Atenas   |
| 1939–40   | AEK Atenas (2)        | PAOK             |
| 1945–46   | Aris (3)              | AEK Atenas       |
| 1946–47   | Olympiacos Pireu (7)  | Iraklis          |
| 1947–48   | Olympiacos Pireu (8)  | Apollon Atenas   |
| 1948–49   | Panathinaikos (2)     | Olympiacos Pireu |
| 1950–51   | Olympiacos Pireu (9)  | Panionios        |
| 1952–53   | Panathinaikos (3)     | Olympiacos Pireu |
| 1953–54   | Olympiacos Pireu (10) | Panathinaikos    |
| 1954–55   | Olympiacos Pireu (11) | Panathinaikos    |
| 1955–56   | Olympiacos Pireu (12) | Ethnikos Pireu   |
| 1956–57   | Olympiacos Pireu (13) | Panathinaikos    |
| 1957–58   | Olympiacos Pireu (14) | AEK Atenas       |
| 1958–59   | Olympiacos Pireu (15) | AEK Atenas       |

### Alpha Ethniki
| Temporada | Campeão               | Vice             |
| --------- | --------------------- | ---------------- |
| 1959–60   | Panathinaikos (4)     | Olympiacos Pireu |
| 1960–61   | Panathinaikos (5)     | Olympiacos Pireu |
| 1961–62   | Panathinaikos (6)     | Olympiacos Pireu |
| 1962–63   | AEK Atenas (3)        | Panathinaikos    |
| 1963–64   | Panathinaikos (7)     | Olympiacos Pireu |
| 1964–65   | Panathinaikos (8)     | AEK Atenas       |
| 1965–66   | Olympiacos Pireu (16) | Panathinaikos    |
| 1966–67   | Olympiacos Pireu (17) | AEK Atenas       |
| 1967–68   | AEK Atenas (4)        | Olympiacos Pireu |
| 1968–69   | Panathinaikos (9)     | Olympiacos Pireu |
| 1969–70   | Panathinaikos (10)    | AEK Atenas       |
| 1970–71   | AEK Atenas (5)        | Panionios        |
| 1971–72   | Panathinaikos (11)    | Olympiacos Pireu |
| 1972–73   | Olympiacos Pireu (18) | PAOK             |
| 1973–74   | Olympiacos Pireu (19) | Panathinaikos    |
| 1974–75   | Olympiacos Pireu (20) | AEK Atenas       |
| 1975–76   | PAOK (1)              | AEK Atenas       |
| 1976–77   | Panathinaikos (12)    | Olympiacos Pireu |
| 1977–78   | AEK Atenas (6)        | PAOK             |
| 1978–79   | AEK Atenas (7)        | Olympiacos Pireu |
| 1979–80   | Olympiacos Pireu (21) | Aris             |
| 1980–81   | Olympiacos Pireu (22) | AEK Atenas       |
| 1981–82   | Olympiacos Pireu (23) | Panathinaikos    |
| 1982–83   | Olympiacos Pireu (24) | Larissa          |
| 1983–84   | Panathinaikos (13)    | Olympiacos Pireu |
| 1984–85   | PAOK (2)              | Panathinaikos    |
| 1985–86   | Panathinaikos (14)    | OFI              |
| 1986–87   | Olympiacos Pireu (25) | Panathinaikos    |
| 1987–88   | Larissa (1)           | AEK Atenas       |
| 1988–89   | AEK Atenas (8)        | Olympiacos Pireu |
| 1989–90   | Panathinaikos (15)    | AEK Atenas       |
| 1990–91   | Panathinaikos (16)    | Olympiacos Pireu |
| 1991–92   | AEK Atenas (9)        | Olympiacos Pireu |
| 1992–93   | AEK Atenas (10)       | Panathinaikos    |
| 1993–94   | AEK Atenas (11)       | Panathinaikos    |
| 1994–95   | Panathinaikos (17)    | Olympiacos Pireu |
| 1995–96   | Panathinaikos (18)    | AEK Atenas       |
| 1996–97   | Olympiacos Pireu (26) | AEK Atenas       |
| 1997–98   | Olympiacos Pireu (27) | Panathinaikos    |
| 1998–99   | Olympiacos Pireu (28) | AEK Atenas       |
| 1999–00   | Olympiacos Pireu (29) | Panathinaikos    |
| 2000–01   | Olympiacos Pireu (30) | Panathinaikos    |
| 2001–02   | Olympiacos Pireu (31) | AEK Atenas       |
| 2002–03   | Olympiacos Pireu (32) | Panathinaikos    |
| 2003–04   | Panathinaikos (19)    | Olympiacos Pireu |
| 2004–05   | Olympiacos Pireu (33) | Panathinaikos    |
| 2005–06   | Olympiacos Pireu (34) | AEK Atenas       |

### Super Liga Grega
| Temporada | Campeão               | Vice             |
| --------- | --------------------- | ---------------- |
| 2006–07   | Olympiacos Pireu (35) | AEK Atenas       |
| 2007–08   | Olympiacos Pireu (36) | AEK Atenas       |
| 2008–09   | Olympiacos Pireu (37) | PAOK             |
| 2009–10   | Panathinaikos (20)    | Olympiacos Pireu |
| 2010–11   | Olympiacos Pireu (38) | Panathinaikos    |
| 2011–12   | Olympiacos Pireu (39) | Panathinaikos    |
| 2012–13   | Olympiacos Pireu (40) | PAOK             |
| 2013–14   | Olympiacos Pireu (41) | PAOK             |
| 2014–15   | Olympiacos Pireu (42) | Panathinaikos    |
| 2015–16   | Olympiacos Pireu (43) | PAOK             |
| 2016–17   | Olympiacos Pireu (44) | PAOK             |
| 2017–18   | AEK Atenas (12)       | PAOK             |
| 2018–19   | PAOK (3)              | Olympiacos Pireu |
| 2019–20   | Olympiacos Pireu (45) | PAOK             |
| 2020–21   | Olympiacos Pireu (46) | PAOK             |
| 2021–22   | Olympiacos Pireu (47) | PAOK             |
| 2022–23   | AEK Atenas (13)       | Panathinaikos    |
| 2023–24   | PAOK (4)              | AEK Atenas       |
| 2024–25   | Olympiacos Pireu (48) | Panathinaikos    |

## Títulos por clube
| Clube            | Títulos | Vices | Anos em que venceu |
| ---------------- | ------- | ----- | --- |
| Olympiacos Pireu | 48      | 19    | 1931, 1933, 1934, 1936, 1937, 1938, 1947, 1948, 1951, 1954, 1955, 1956, 1957, 1958, 1959, 1966, 1967, 1973, 1974, 1975, 1980, 1981, 1982, 1983, 1987, 1997, 1998, 1999, 2000, 2001, 2002, 2003, 2005, 2006, 2007, 2008, 2009, 2011, 2012, 2013, 2014, 2015, 2016, 2017, 2020, 2021, 2022 e 2025 |
| Panathinaikos    | 20      | 22    | 1930, 1949, 1953, 1960, 1961, 1962, 1964, 1965, 1969, 1970, 1972, 1977, 1984, 1986, 1990, 1991, 1995, 1996, 2004 e 2010 |
| AEK Atenas       | 13      | 19    | 1939, 1940, 1963, 1968, 1971, 1978, 1979, 1989, 1992, 1993, 1994, 2018 e 2023 |
| PAOK             | 4       | 10    | 1976, 1985, 2019 e 2024 |
| Aris             | 3       | 4     | 1928, 1932 e 1946 |
| Larissa          | 1       | 1     | 1988 |
| Panionios        | 0       | 2     | |
| Apollon Atenas   | 0       | 2     | |
| Iraklis          | 0       | 2     | |
| Ethnikos Pireu   | 0       | 2     | |
| OFI              | 0       | 1     | |